# Aéroport international de Quanzhou Jinjiang
L’aéroport international de Quanzhou Jinjiang (code IATA : JJN • code OACI : ZSQZ) est un aéroport qui dessert la ville de Quanzhou dans la province du Fujian, en Chine.

## Situation

### Carte des 50 premiers aéroports de Chine
| \| 500 km1:25 016 000 \| Baotou Canton Changchun Changsha Chengdu-CTU Chengdu-TFU Chongqing Dalian Fuzhou Guilin Guiyang Haikou Hailar Hangzhou Harbin Hefei Hohhot Jinan Jinghong Kunming Lanzhou Lhassa Lijiang Nanchang Nankin Nanning Ningbo Pékin · Capitale Pékin · Daxing Qingdao Quanzhou Sanya Shanghaï-Pudong Shanghaï-Hongqiao Shantou-Chaozhou-Jieyang Shenyang Shenzhen Shijiazhuang Taiyuan Tianjin Ürümqi Wenzhou Wuhan Suzhou Xiamen Xi'an Xining Yantai Yinchuan Zhengzhou Zhuhai-Jinwan |
| 500 km1:25 016 000 |

## Statistiques
Pour des raisons techniques, il est temporairement impossible d'afficher le graphique qui aurait dû être présenté ici.

Voir la requête brute et les sources sur Wikidata.

## Compagnies aériennes et destinations
| Compagnies             | Destinations |
| ---------------------- | --- |
| China Eastern Airlines | Hangzhou-Xiaoshan, Kuala Lumpur, Kunming-Changshui, Nankin, Singapour-Changi |
| Hebei Airlines         | Hangzhou-Xiaoshan, Shijiazhuang |
| New Gen Airways        | Bangkok-Don Muang |
| Philippine Airlines    | Manille-N. Aquino |
| Shenzhen Airlines      | Bangkok-Suvarnabhumi, Pékin-Capitale, Changsha, Chengdu-Shuangliu, Canton-Baiyun, Hangzhou-Xiaoshan, Hong Kong, Kunming-Changshui, Nankin, Sanya-Phénix, Shanghai-Pudong, Shenyang, Shenzhen-Bao'an, Taïwan-Taoyuan, Zhoushan Putuoshan |
| Sichuan Airlines       | Chengdu-Shuangliu, Chongqing-Jiangbei, Dazhou Heshi (en), Guiyang, Wuhan |
| Spring Airlines        | Osaka-Kansai, Shanghai-Hongqiao |
| West Air               | Chongqing-Jiangbei, Hefei, Shanghai-Pudong, Zhengzhou |
| XiamenAir              | - Bangkok-Suvarnabhumi, - Pékin-Capitale, - Mactan-Cebu, - Changsha, - Chengdu-Shuangliu, - Chongqing-Jiangbei, - Canton-Baiyun, - Guiyang, - Hangzhou-Xiaoshan, - Hong Kong, - Jinan, - Kaohsiung, - Kunming-Changshui, - Lanzhou, - Macao, - Nankin, - Manille-N. Aquino, - Séoul-Incheon, - Shanghai-Pudong, - Shenzhen-Bao'an, - Taïwan-Taoyuan, - Tianjin Binhai, - Wuhan, - Xi'an-Xianyang, - Zhengzhou, - Zhoushan Putuoshan |

Édité le 11/04/2018